# ميلان إيفانا
ميلان إيفانا (26 نوفمبر 1983 في سلوفاكيا - ) هو لاعب كرة قدم سلوفاكي في مركز الهجوم. شارك مع منتخب سلوفاكيا لكرة القدم. أما مع النوادي، فقد لعب مع دارمشتات 98 وسلافيا براغ وفيهين فيسبادن ونادي ترنتشين ونادي سلوفان براتيسلافا ونادي سلوفاكو.

## وصلات خارجية
- ميلان إيفانا على موقع قاعدة بيانات كرة القدم.إي يو (الإنجليزية)
- ميلان إيفانا على موقع بيانات كرة القدم. دي إي (الألمانية)
- ميلان إيفانا على موقع ناشيونال فوتبول تيمز (الإنجليزية)
- ميلان إيفانا على موقع Soccerway.com (الإنجليزية)
- ميلان إيفانا على موقع عالم كرة القدم.نت (الإنجليزية)
- ميلان إيفانا على موقع AS.com (الإسبانية)